# Ravolfija
Ravolfija (lat. Rauvolfia), rod vazdazelenih, grmova, polugrmova i stabala iz porodice zimzelenovki. Ime roda dano je u čast Leonharda Rauwolfa, a raširen je po tropskim područjima Azije, Afrike latinske Amerike i nekih oceanijskih otoka.
Postoji oko 70 vrsta, a neke se koriste ili su se koristile u ajurvedi i tradicionalnim medicinama.

## Vrste
1. Rauvolfia amsoniifolia A.DC.
2. Rauvolfia andina Markgr.
3. Rauvolfia anomala Rapini & I.Koch
4. Rauvolfia aphlebia (Standl.) A.H.Gentry
5. Rauvolfia atlantica Emygdio
6. Rauvolfia bahiensis A.DC.
7. Rauvolfia balansae (Baill.) Boiteau
8. Rauvolfia biauriculata Müll.Arg.
9. Rauvolfia caffra Sond.
10. Rauvolfia cambodiana Pierre ex Pit.
11. Rauvolfia capixabae I.Koch & Kin.-Gouv.
12. Rauvolfia capuronii Markgr.
13. Rauvolfia chaudocensis Pierre ex Pit.
14. Rauvolfia cubana A.DC.
15. Rauvolfia decurva Hook.f.
16. Rauvolfia dichotoma K.Schum.
17. Rauvolfia gracilis I.Koch & Kin.-Gouv.
18. Rauvolfia grandiflora Mart. ex A.DC.
19. Rauvolfia hookeri S.R.Sriniv. & Chithra
20. Rauvolfia insularis Markgr.
21. Rauvolfia × ivanovii Granda & V.R.Fuentes
22. Rauvolfia javanica Koord. & Valeton
23. Rauvolfia kamarora Hendrian
24. Rauvolfia leptophylla A.S.Rao
25. Rauvolfia letouzeyi Leeuwenb.
26. Rauvolfia ligustrina Roem. & Schult.
27. Rauvolfia linearifolia Britton & P.Wilson
28. Rauvolfia littoralis Rusby
29. Rauvolfia macrantha K.Schum. ex Markgr.
30. Rauvolfia mannii Stapf
31. Rauvolfia mattfeldiana Markgr.
32. Rauvolfia maxima Markgr.
33. Rauvolfia media Pichon
34. Rauvolfia micrantha Hook.f.
35. Rauvolfia microcarpa Hook.f.
36. Rauvolfia moluccana Markgr.
37. Rauvolfia mombasiana Stapf
38. Rauvolfia moricandii A.DC.
39. Rauvolfia nana E.A.Bruce
40. Rauvolfia nitida Jacq.
41. Rauvolfia nukuhivensis (Fosberg & Sachet) Lorence & Butaud
42. Rauvolfia obtusiflora A.DC.
43. Rauvolfia oligantha Hendrian
44. Rauvolfia pachyphylla Markgr.
45. Rauvolfia paraensis Ducke
46. Rauvolfia paucifolia A.DC.
47. Rauvolfia pentaphylla Ducke
48. Rauvolfia polyphylla Benth.
49. Rauvolfia praecox K.Schum. ex Markgr.
50. Rauvolfia pruinosifolia I.Koch & Kin.-Gouv.
51. Rauvolfia purpurascens Standl.
52. Rauvolfia rhonhofiae Markgr.
53. Rauvolfia rivularis Merr.
54. Rauvolfia rostrata Markgr.
55. Rauvolfia sachetiae Fosberg
56. Rauvolfia salicifolia Griseb.
57. Rauvolfia sanctorum Woodson
58. Rauvolfia sandwicensis A.DC.
59. Rauvolfia schuelii Speg.
60. Rauvolfia sellowii Müll.Arg.
61. Rauvolfia semperflorens (Müll.Arg.) Schltr.
62. Rauvolfia serpentina (L.) Benth. ex Kurz
63. Rauvolfia sevenetii Boiteau
64. Rauvolfia spathulata Boiteau
65. Rauvolfia sprucei Müll.Arg.
66. Rauvolfia steyermarkii Woodson
67. Rauvolfia sumatrana Jack
68. Rauvolfia tetraphylla L.
69. Rauvolfia tiaolushanensis Tsiang
70. Rauvolfia verticillata (Lour.) Baill.
71. Rauvolfia viridis Roem. & Schult.
72. Rauvolfia volkensii (K.Schum.) Stapf
73. Rauvolfia vomitoria Wennberg
74. Rauvolfia weddeliana Müll.Arg.
75. Rauvolfia woodsoniana Standl.